# Station Ruda Wielka
Ruda Wielka is een spoorwegstation in de Poolse plaats Ruda Wielka.